# جاكوب دومون
جاكوب دومون (بالفرنسية: Jacques-Edme Dumont)‏ (و. 1761 – 1844 م) هو نحات فرنسي، ولد في باريس، توفي في باريس، عن عمر يناهز 83 عاماً.

## جوائز
حصل على جوائز منها:

جائزة روما